# Pieter Walther Hering
Pieter Walther Hering (Paramaribo, 2 augustus 1860 – aldaar, 7 juni 1925) was een Surinaams apotheker en politicus.
Hij werd geboren als zoon van Christiaan Johannes Hering (1829-1907). Deze was landbouwkundig scheikundige en hoofdcommies bij het gouvernement. Zelf slaagde hij in 1884 voor het eindexamen voor apotheker en was lange tijd als zodanig werkzaam.
Daarnaast was hij actief in de politiek. Bij enkel kandidaatstelling werd hij in 1914 verkozen tot lid van de Koloniale Staten. Er volgde commotie toen bleek dat zijn naam was toegevoegd aan de lijst van een kiesvereniging nadat meerdere personen hun handtekening al hadden geplaatst. Na twee maanden Statenlid te zijn geweest stapte hij op. Later dat jaar werd hij bij tussentijdse verkiezingen wederom verkozen. Hering zou lid van de Koloniale Staten blijven tot hij in 1925 op 64-jarige leeftijd overleed in het militair hospitaal.
Hoewel zijn initialen 'P.W.' waren werd hij vaak omschreven als 'W.P. Hering'.